# نادي كولنز للجرائم
نادي كولنز للجرائم (بالإنجليزية: Collins Crime Club) هي دمغة من ناشري الكتب البريطاني وليام كولنز وأبناؤه. وطوال 64 سنة أصدر النادي 2025 من روايات الجريمة والتي تتميز بمستوى عالٍ من الجودة.

## التسويق
في نادي كولنز للجرائم يقوم العملاء بتسجيل أسمائهم وعناوينهم في النادي وتصلهم رسالة إخبارية كل ثلاثة أشهر تنصحهم بأحدث الكتب التي صدرَت أو لم تصدر.
كانت نية كولنز هي نشر ثلاثة كتب جريمة جديدة في الاثنين الأول من كل شهر. وتكون هذه الكتب مُختارةً بدقة بواسطة لجنة من الخبراء، ويقومون في كل شهر باختيار كتاب واحد يُوصف بـ«مُوصى به».
في الناحية التسويقية، يبدو أن النادي قد نجح فقد جمع 25000 مشترك في عام 1934. ومن المؤكد أن عدد الكتب المنشورة ارتفع في كل شهر، ليصل إلى ذروته قبل الحرب، 42 كتاب في عام 1938.

## نادي كولنز للجرائم وأجاثا كريستي
ربما يكمن السبب الحقيقي لنجاح النادي في تعاقدهم مع كاتبة الجرائم أجاثا كريستي والتي تُعتبر كتبها الأكثر مبيعًا في كل العصور. وقد تم التعاقد منذ عام 1926، وقد ظهرت غالبية كُتبها من نادي كولنز للجرائم، فعلى سبيل المثال رواية جريمة في قطار الشرق السريع ظَهرت للمرة الأولى في نادي كولنز للجرائم وقد حققت مبيعات ضخمة

## الحرب العالمية الثانية
في زمن الحرب خسر النادي بشدة. منذ عام 1942، أعلنت على أغلفتها بأنها لم تعد قادرة على إصدار النشرات الفصلية. كما أن عدد الصفحات الكتب انخفض من متوسط قدره 252-280 صفحة وصولًا إلى 160-192 مع أنماط خطوط صغيرة، فضلا عن الورق الرديء الذي تم استخدامه. وانخفض عدد الكتب الجديدة التي تصدر بشكل كبير مع أدنى مستوياتها حيث وصل إلى 16 كتاب جديد في عام 1946.

## بعد الحرب
بعد الحرب فقد ارتفع عدد الكتب المُنتجة وجودتها. وتمكن نادي كولنز للجرائم من مواكبة العصر مع روايات أكثر تنوعًا

## النهاية
كانت نهاية نادي كولنز للجرائم عندما اشترى روبرت مردوخ النادي في عام 1989. رئيسة تحرير النادي إليزابيث والتر، تمكنت من الحفاظ على بيانات النشر ولكن عند تقاعدها في عام 1994، قد توجه النادي إلى نهايته والروايات النهائية التي تظهر تحت بيانات نشر نادي كولنز للجرائم نُشرت في نيسان من ذلك العام.